# 안개에 싸인 고슴도치
안개에 싸인 고슴도치(Yozhik V Tumane, Hedgehog In The Fog)는 소련에서 제작된 유리 노르슈테인 감독의 1975년 애니메이션 영화이다. 알렉세이 바탈로브 등이 주연으로 출연하였다. 소유즈멀트필름 스튜디오에 의해 모스크바에서 제작되었다.

## 출연
- 알렉세이 바탈로브

## 같이 보기
- 역대 최고의 영화 목록